# 245
El año 245 (CCXLV) fue un año común comenzado en miércoles del calendario juliano, en vigor en aquella fecha.
En el Imperio romano el año fue nombrado como el del consulado de Filipo y Titiano o, menos comúnmente, como el 998 Ab urbe condita, siendo su denominación como 245 posterior, de la Edad Media, al establecerse el Anno Domini.

## Acontecimientos

### Imperio romano
- El emperador Filipo el Árabe confía al futuro emperador Trajano Decio un importante mando en el Danubio.
- Muchas miles de hectáreas de lo que actualmente es Lincolnshire quedan anegadas por una gran inundación.[1]
- Plotino se queda a vivir en Roma.

### Asia
- Trieu Thi Trinh, una guerrera vietnamita, comienza su resistencia de tres años contra los chinos invasores.

## Nacimientos
- Diocleciano, emperador romano.
- Zhuge Shang, hijo de Zhunge Zhan, nieto de Zhuge Liang (m. 263)
- Zenobia, reina de Palmira

## Fallecimientos
- Jiang Wan, primer sucesor de Zhuge Liang.
- Lu Xun, general del Reino de Wu (n. 183).
- Amonio Sacas, filósofo griego (fecha aproximada).
- Zhaolie Wu, esposa de Liu Bei.